# Combustore a letto fluido
Il limite principale dei combustori a letto trascinato sta nel basso tempo di permanenza delle particelle di combustibile nella camera di combustione. Questi sistemi richiedono dunque combustibili liquidi o, se solidi, di piccola pezzatura, e con buone proprietà di combustione.
Queste caratteristiche non si addicono, ad esempio, non soltanto al carbone di dimensioni più grossolane, ma in particolare alle biomasse, il cui potere calorifico è limitato e la cui possibilità di frammentazione non arriva alle dimensioni "in polvere" tipiche dei combustori a letto trascinato.
Da queste considerazioni nasce l'idea dei combustori a letto fluido, sistemi a temperature operative più basse (800 °C - 900 °C) e che operano con pezzature che vanno da 1 a 10 mm, di cui esistono tre varianti principali:

## Combustori a letto fluido atmosferico (AFBC)
In questi sistemi l'aria secondaria immessa dal basso, che nei combustori tradizionali trascina le particelle di combustibile alla velocità di 20–30 m/s, ha invece velocità molto minori. In particolare lo scopo è quello di controbilanciare esattamente la forza di gravità, che tenderebbe a fare cadere le particelle sul fondo, con la forza di attrito generata dall'interazione tra la corrente di aria secondaria e le particelle, in modo tale da mantenere il combustibile sostanzialmente fermo all'interno della camera.
Man mano che le dimensioni delle particelle di combustibile diminuiscono, a causa del suo progressivo consumo per combustione, tenderà sempre più a prevalere la forza di attrito (che cala con il quadrato del raggio) sulla forza di gravità (che cala col cubo del raggio). In questo modo le particelle, una volta che hanno completato la combustione, sono sufficientemente piccole da abbandonare la camera di combustione.
La sezione della camera di combustione non è costante. In particolare nella parte alta essa aumenta, mentre diminuisce nella parte più bassa della camera. Questo perché si vuole evitare da un lato che particelle piccole ma non ancora completamente combuste escano precocemente dal combustore, dall'altro per evitare che particelle di pezzatura eccessivamente grande cadano sul fondo senza avere la possibilità di bruciare. Questo perché ovviamente allargare o restringere la sezione di un condotto provoca, a parità di portata, rispettivamente un calo e un aumento della velocità del fluido, con conseguenti variazioni della forza di attrito.
Questo sistema, potenzialmente molto efficace, ha rivelato principalmente due limiti operativi:
- Una frammentazione precoce del combustibile porta alla sua uscita dalla camera di combustione senza il tempo necessario per completare la combustione

- La presenza di sabbia nel combustore (utilizzata per aumentare l'inerzia termica del sistema), insieme alle ceneri, tende a generare degli agglomerati. Questi, non potendo cadere sul fondo perché sostenuti dal letto fluido, tendono ad aumentare di dimensioni fino a provocare la caduta dell'intero letto, e la conseguente necessità di fermare e riavviare l'impianto.

Da queste problematiche, che hanno fortemente limitato lo sviluppo dei combustori a letto fluido atmosferico, nasce l'idea del letto fluido ricircolante

## Combustori a letto fluido ricircolante (CFBC)
Nel letto fluido ricircolante la velocità dell'aria secondaria, pur non essendo alta come quella dei letti trascinati, non è tale da mantenere fermo il letto fluido, ma genera un trasporto delle particelle. Esse tenderanno dunque, pur avendo tempi di permanenza superiori, a venire trascinate lungo la camera combustione in un unico passaggio.
Tuttavia, a valle della camera di combustione, sono presenti uno o più cicloni separatori, che permettono di separare le particelle aventi diametro superiore ad un certo valore dai fumi. Queste particelle (composte prevalentemente da sabbia, incombusti e, come vedremo in seguito, calce), verranno poi ricircolate nella camera di combustione, per permettere loro di completare la combustione.
Questo sistema è uno dei più validi e attualmente utilizzati per la combustione delle biomasse, senza che queste debbano venire sottoposte a particolari interventi di lavorazione (se non una omogeneizzazione della pezzatura).
Ulteriore vantaggio di questi sistemi è la possibilità di limitare le emissioni di SOx direttamente in camera di combustione. Immettendo infatti opportuni reagenti assieme al combustibile (i più comuni sono il carbonato di calcio, l'idrossido di calcio, il carbonato di sodio e l'idrossido di sodio) essi tenderanno a reagire con l'anidride solforosa prodotta durante la combustione, formando dei sali inerti che possono essere abbattuti assieme al particolato.
La particolare applicabilità di questo sistema di desolforazione ai combustori a letto fluido ricircolante è legato al fatto che in generale è difficile che i reagenti immessi in camera di combustione riescano ad essere interamente consumati in un unico passaggio. In un sistema a letto ricircolante essi possono però essere reimmessi più volte in camera di combustione tramite il ricircolo delle particelle fino a che non hanno interamente reagito, il che permette ad essi di reagire quasi interamente.

## Combustori a letto fluido pressurizzato (PFBC)

### Combustori a letto fluido pressurizzato di prima generazione (PFBC)
La pressurizzazione a 1-1,5 MPa permette la riduzione del rapporto volume/capacità del reattore: i sistemi di prima generazione usano ancora getti d'aria per sospendere sorbenti e polverino durante la combustione. Comunque questi sistemi operano ad elevate pressioni e producono una corrente ad alta pressione in cui la parte di vapore acqueo può muovere una turbina, creando un ciclo combinato. 

### Combustori a letto fluido pressurizzato di generazione intermedia
Un sistema intermedio incrementa la temperatura di combustione aggiungendo gas naturale all'aria secondaria: si migliora così facendo il ciclo combinato a scapito dell'aumento del prezzo medio del combustibile. 

### Combustori a letto fluido pressurizzato di seconda generazione (APFBC e GPFBC)
I sistemi di seconda generazione A(dvanced)PFBC e G(asification)PFBC superano il problema di costo e diversa alimentazione incorporando un carbonizzatore a pressione o un gasificatore parziale per fornire il gas direttamente dal carbone: il combustore è ridotto ad un ruolo secondario bruciando prevalentemente il char rimasto per produrre vapore e preriscaldare l'aria per la turbina a gas. 
Il gas d'alimentazione per il carbonizzatore brucia in un combustore accoppiato alla turbina a gas, riscaldando il gas alla temperatura di fiamma di questa; il calore viene recuperato dai fumi della turbina  a gas per il ciclo a vapore, rendendoli simili ai sistemi CHIPPS (Sistemi energetici basati sulla combustione ad alta performance) che però fanno uso di fornaci.